# ولاية يوبي
ولاية يوبي (بالإنجليزية: Yobe State)‏ هي ولاية في نيجيريا، بلغ عدد سكانها 2,321,339  نسمة وذلك حسب إحصائيات سنة 2006، عاصمتها Damaturu ‏، تبلغ مساحتها 45,502 كيلومتر مربع.

## الموقع
تشترك في الحدود مع:
- ولاية بورنو
  - ولاية جيغاوة
  - منطقة ديفا
  - ولاية باوتشي
  - ولاية غومبي
  - منطقة زيندر.